# Rhachiberotha smithersi
Rhachiberotha smithersi är en insektsart som beskrevs av Bo Tjeder 1959. Rhachiberotha smithersi ingår i släktet Rhachiberotha och familjen Berothidae. Inga underarter finns listade i Catalogue of Life.